# Guerra sino-india
La guerra sino-india (en hindi: भारत-चीन युद्ध Bhārat-Chīn Yuddh), también conocida como el conflicto de la frontera con India (印邊境戰爭 Yìn biānjìng zhànzhēng), fue una guerra entre China e India en 1962. Algunas causas fueron los incidentes violentos en la frontera después de la rebelión tibetana de 1959, cuando India asiló al dalái lama e inició una política dirigida a reforzar su posición en la frontera, con puestos al norte de la línea McMahon. También en la porción este en la línea actual de control. A su vez, China lanzó ofensivas simultáneas sobre Ladakh y a lo largo de la línea McMahon el 20 de octubre. La guerra terminó con la declaración china de alto el fuego el 20 de noviembre, y la posterior retirada del área en disputa. La confrontación fue notable por sus duras condiciones de montaña, con combates por encima de los 4250 metros. Ningún bando desplegó ni su Armada ni sus Fuerzas Aéreas.

## Antecedentes

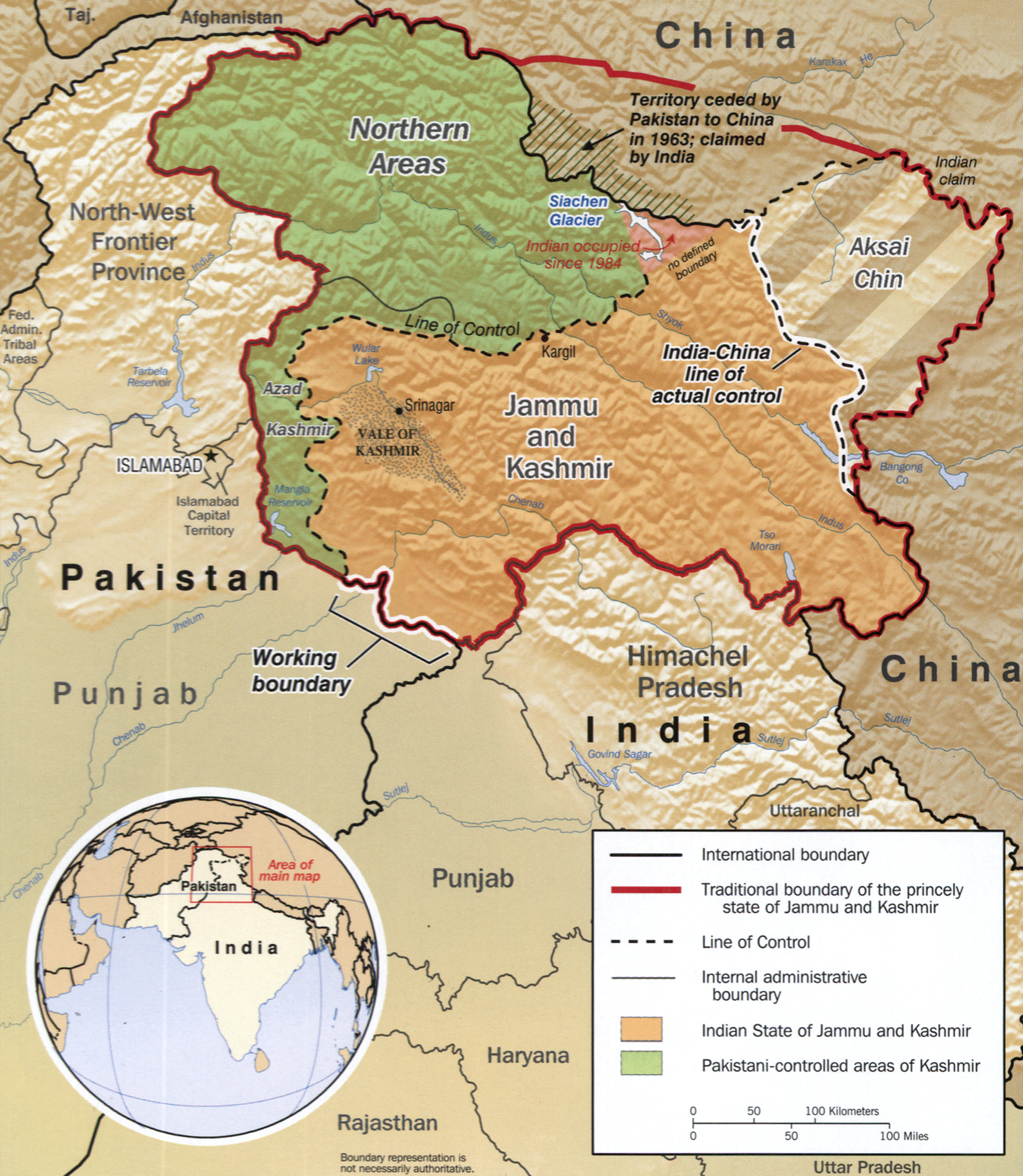
Fronteras tradicionales de Jammu y Cachemira (mapa de la CIA). El límite norte está a lo largo del valle de Karakash. Aksai Chin es la región sombreada en el este.

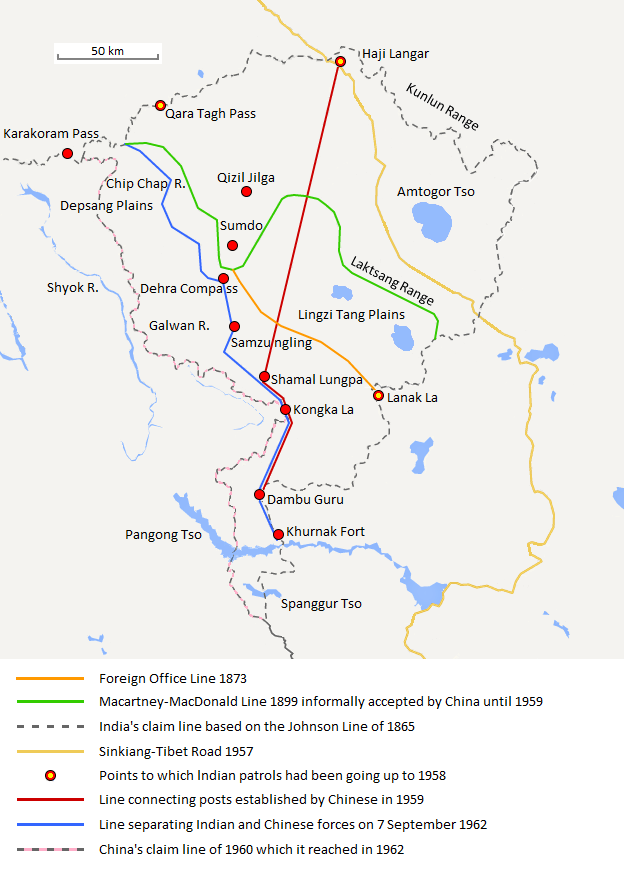
El mapa muestra las reivindicaciones indias y chinas de la frontera en la región de Aksai Chin, y el progreso de las fuerzas chinas mientras ocupaban áreas durante la guerra sino-india.

Los orígenes de este conflicto hay que buscarlos en los finales del siglo XIX. El Reino Unido tenía como meta consolidar las fronteras de su Imperio de la India, con vistas a ello reconoció al dalái lama como gobernante autónomo del Tíbet, cosa que irritó al gobierno imperial de China, que consideraba al Tíbet un territorio vasallo del Imperio Manchú.
En 1914, el Reino Unido y el Tíbet firmaron un tratado que definió la frontera nordeste de la India Británica de acuerdo con lo que se conoció como línea McMahon. China protestó y mostró su desacuerdo por el trazado de la frontera e incluso intentó conseguir que el Tíbet no pudiera firmar acuerdo internacional alguno.
Los territorios causantes del desacuerdo son Aksai Chin, en la parte oeste, en una zona de Cachemira lindante con el Karakórum y en la región este, en la provincia india de Arunachal Pradesh conocida como Distrito Noroeste, en una zona entre Bután y el Tíbet.
La línea McMahon fue adoptada por la India como su frontera con Tíbet cuando el país se hizo independiente en 1947. Sin embargo, las cosas cambiaron en 1950, cuando el nuevo régimen comunista chino de Mao Zedong ocupó militarmente el Tíbet y la línea McMahon pasó a ser la frontera directa entre los dos países.
Iban a chocar dos intereses del todo contrapuestos. La aspiración de los chinos de restablecer las antiguas fronteras del Imperio Chino e invalidar todos los tratados impuestos al país por las potencias occidentales, contra el nacionalismo hindú de los indios, potencia emergente en Asia y dispuesta a conservar a toda costa las antiguas fronteras imperiales británicas.
Durante la década de los 50, ambos países procuraron evitar el conflicto directo. China, aunque no reconocía la línea McMahon como frontera, la respetaba de facto por motivos de conveniencia política, la India por su parte procuraba no irritar a su vecino del norte. El ministro chino de Asuntos Exteriores, Zhou Enlai, propuso negociaciones a Nehru, que condujeron a la firma de un Acuerdo de Amistad y No Agresión en 1954, pero que no resolvió la cuestión fronteriza.
A finales de dicha década, el ambiente de buena voluntad y vecindad para evitar un conflicto armado había cambiado de forma radical. El Ejército Popular de Liberación entró en Ladakh el 7 de agosto de 1959, en el Himalaya Occidental, y construyó una carretera que unía Aksai Chin con la región autónoma de Xinjiang. En respuesta, el gobierno indio envió una expedición militar a los territorios en disputa de Arunachal Pradesh, lo que hizo temer a la RPC que la alianza militar de India con Estados Unidos desembocara en un cerco.
En diciembre del 1961, el gobierno de Nehru, adoptó una política de mayor firmeza en cuestiones territoriales, cuando no francamente agresiva. A mediados de ese mes, las Fuerzas Armadas Indias tomaron los enclaves de Goa, y Damán y Diu que constituían la India Portuguesa, lo que reforzó los temores de Pekín sobre las intenciones indias en el Himalaya. Éstas se manifestaron en la Política de Avanzada, una nueva orientación estratégica, considerada más tarde como el detonante de las hostilidades, que consistía en construir los puestos y bases militares más avanzados posibles en los territorios en disputa.
Mientras tanto, el gobierno de la R. P. de China comenzó a presionar a la India para modificar los límites con el Tíbet, la India se aferró a la línea McMahon y se negó a ningún tipo de negociación. El gobierno indio estaba convencido de que los comunistas chinos se limitarían a las amenazas y nunca empuñarían las armas contra ellos por el asunto fronterizo.
Este erróneo punto de vista motivó que la India se envalentonara, adoptando una política mucho más agresiva y de fuerza, reclamando territorio del lado chino de la línea McMahon.
La tensión subió entre los dos países y esto llevó a tomar medidas militares. El Ejército Popular de Liberación reforzó sus puestos y unidades militares en la frontera. La India cambió su política de fronteras, retiró a sus guardias fronterizos y los sustituyó por unidades regulares del ejército indio, convencidos de que las medidas enérgicas ayudarían a disuadir a los chinos de todo intento agresivo.

## Comienzo de las hostilidades

### En Aksai Chin
En este pequeño y aislado territorio montañoso, las fuerzas chinas no tuvieron problemas en ocuparlos debido a la poca presencia militar india. Esta conquista fue palidecida por los hechos que estaban ocurriendo en el otro extremo del Himalaya.

### En Arunachal Pradesh
En diciembre, los indios empezaron a instalar puestos militares en la disputada línea McMahon, incluso en algunos lugares que los chinos consideraban como territorio propio. Una de dichas bases se instaló en un punto estratégico pero altamente conflictivo, en el lugar que convergían las fronteras de la India, China y Bután. En esa zona, la línea McMahon discurría por la parte baja de un cerro denominado Thag La.
En junio de 1962, los indios decidieron instalar su puesto en la cumbre y, en consecuencia, más al norte de la línea. Al campamento se le dio el nombre de Dhola Post, aunque estaba a un día de marcha a pie de la localidad homónima (Dhola). Los chinos pidieron a las tropas indias que desalojasen el lugar y ante la negativa de estas, construyeron posiciones defensivas con la finalidad de dominar la plaza.
Tanto el gobierno como el pueblo indio, ignoraban las condiciones extremas en que se encontraban sus tropas y subestimaban a las del Ejército Popular de Liberación del gobierno chino. En la zona, las fuerzas chinas era mucho más numerosas, mejor aclimatadas, contaban con mayor experiencia bélica y sobre todo, disponían de mejor red de suministros. Mal que bien, las carreteras del Tíbet permitían que los chinos fueran reforzados y provisionados.
Las tropas indias, en cambio, estaban en mucho peores condiciones logísticas. Desde el puesto de Dhola había 6 días de marcha a pie o a lomo de caballos o mulas hasta Tawang, y esta última a 5 días en todo terreno hasta las llanuras donde se encontraba el ferrocarril.
Los soldados indios tenían que confiar pues en el suministro aéreo, pero las malas condiciones atmosféricas del invierno en el Himalaya hacían que fuera un asunto complicado. La consecuencia era que las tropas indias estaban mal equipadas, alimentadas y peor municionadas. Los soldados no estaban acostumbrados a los rigores del frío invernal a 4900 metros de altura y la ropa de abrigo era inadecuada. Por todas estas razones, los mandos locales del ejército indio pusieron toda clase de objeciones cuando desde Delhi se les ordenó prepararse para desalojar a los chinos de sus posiciones.

### Operación Leghorn
La operación tenía como nombre clave Leghorn, y consistía en desplegar en un frente de 11 km, 3 batallones de la 7.ª Brigada de Infantería india. El plan de ataque consistía en que un batallón cruzara un río y ocupara una loma que flanqueaba las posiciones chinas. El batallón indio fue detenido en seco por el fuego de los morteros chinos y dio media vuelta hasta sus posiciones originales.
Pese a esta muestra de decisión, Nehru estaba convencido de que los chinos no opondrían demasiada resistencia. Se envió otro batallón de refuerzo y algo de artillería y morteros pesados a la Brigada india, lo que no vino sino a agravar las dificultades de suministro y municiones. Las fuerzas indias, en lugar de ocupar posiciones defensivas sólidas y de mutuo apoyo, se desperdigaron aún más por la zona.

## Contraataque chino
Los chinos por su parte, lejos de amedrentarse, decidieron asaltar las posiciones enemigas. La noche del 19 al 20 de octubre consiguieron infiltrarse tras las líneas indias y, a la mañana siguiente, las bombardearon con todo lo que tenían, para después aniquilar a los indios con oleadas de infantería al asalto. Tras destruir el centro indio, los chinos bloquearon el camino de retirada para los batallones situados en los flancos. La 7.ª Brigada de Infantería india fue aniquilada y su general fue capturado.

### Avance chino
Tras aniquilar a la 7.ª Brigada, los chinos avanzaron hasta Tawang. La guarnición india la abandonó y se retiró al paso de Se La. Se La no era una mala posición defensiva, pero los indios no habían tenido tiempo de fortificarse suficientemente y además era difícil aprovisionarla. Se encontraba a 95 km del paso de Bomdila por una carretera que se veía a menudo cortada por la nieve o los desprendimientos, durante el invierno se hacía casi imposible el acceso por aire.
Bomdila era una posición mucho mejor desde el punto de vista militar, pero desde el político era del todo imposible que el ejército indio cediera tanto terreno. En esos momentos, la carretera que iba desde Se La a Bomdila estaba ocupada por la 4.ª División india. En Se La se encontraba la 62.ª Brigada con 5 batallones y, en Bomdila, la 48.ª Brigada con 3 batallones.
El cuartel general de la división se encontraba en Dirang, a medio camino entre los dos pasos, contaba con otros dos batallones, artillería y algunos carros. El resto de la División se desperdigaba a lo largo de la carretera, en posiciones tipo batallón o compañía.
La 4.ª División era vulnerable como consecuencia de la Bailey Trail, una pista o sendero lleno de dificultades para su tránsito que atravesaba las montañas y que podía ser utilizada para flanquear el despliegue indio y aparecer sobre la pista principal. Esta pista solo estaba ocupada por escasos contingentes indios, se consideraba impracticable para vehículos y el alto mando indio no creía que los chinos pudieran trasladar por ella a gran número de soldados.
La sorpresa del alto mando indio fue mayor cuando sobre la carretera que unía Bomdila y Se La, apareció un contingente del Ejército Popular de Liberación de 1500 hombres. Los chinos atacaron al batallón indio que guarnecía el puesto de Tembang y lo aniquilaron al quedarse sin municiones. De esta forma los chinos habían aislado a las fuerzas enemigas de Se La y Dirang de Bomdila, cortando en dos su despliegue.
El comandante indio decidió reforzar la guarnición de Bomdila y replegarse y hacerse fuerte en esta plaza, es decir, ceder el terreno que por motivos políticos no le habían dejado, pero ya era tarde para semejante plan. La 62.ª Brigada abandonaría sus posiciones en Se La y reforzaría Bomdila tratando de abrirse paso por la carretera durante la noche.
La maniobra se realizó de manera caótica y precipitada, era en realidad una retirada, los indios se vieron sometidos al fuego constante de la artillería y las ametralladoras enemigas desde las alturas antes siquiera de llegar a Dirang.
La moral india se vino abajo y sus fuerzas se dispersaron de manera caótica. Tan solo un batallón logró abrirse paso abandonando la carretera y haciendo marcha atrás por las montañas. La 62.ª Brigada había sido eliminada como fuerza de combate víctima de una emboscada en la carretera.
La guarnición de Bomdila había quedado reducida a solo seis compañías como consecuencia de tener que cubrir varios destacamentos y posiciones avanzadas. Cuando uno de estos destacamentos, de dos compañías, partía por la carretera rumbo a Dirang, empezaron los chinos a bombardear la posición con su artillería desde posiciones desenfiladas al norte de la guarnición. Los indios no tuvieron más remedio que ordenar la evacuación de la localidad.

### Otros frentes
Al otro extremo del Arunachal Pradesh, en el Valle de Lohit, fronterizo también con Birmania (actual Myanmar), le pasó lo mismo a la 11.ª Brigada india. Fue aniquilada con tácticas similares. Los chinos dejaban que el ejército indio hiciera los primeros movimientos ofensivos, sabiendo que su ataque se estancaría por falta de hombres y municiones, luego les caían encima con un bombardeo incesante con todo lo que tenían, al final un asalto por oleadas interminables de infantería liquidaba a los indios que prácticamente habían agotado su reserva de municiones.

## Final del conflicto

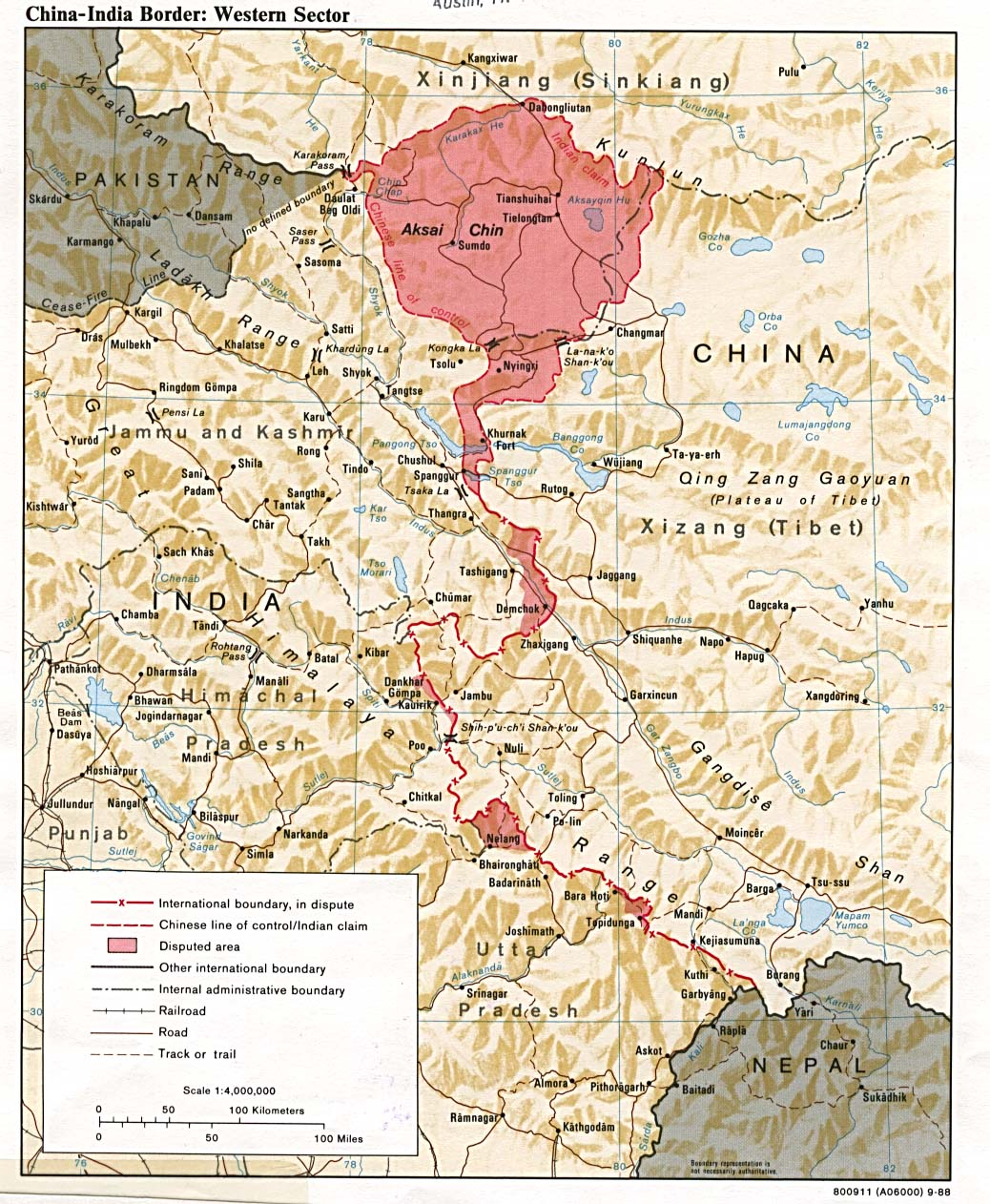
Las áreas en disputa en el sector occidental, que se muestran en un mapa de 1988 de la CIA.

Para el 20 de noviembre, los chinos podían cantar victoria. Las fuerzas indias del Arunachal Pradesh habían quedado dispersadas y las llanuras indostánica se abrían a su avance sin grandes obstáculos para una invasión. En el gobierno indio cundió el pánico, se evacuaron ciudades de Assam, se detuvo a miembros del Partido Comunista de la India y, Nehru, desesperado, llegó a pedir ayuda al presidente de Estados Unidos, John Fitzgerald Kennedy, para defender el país.
Es el momento que eligió Mao para detener a sus tropas y proclamar un alto el fuego unilateral, se retiró de algunas de las zonas ocupadas para situarse en la línea que reclamaba originalmente. Después de humillar al gobierno y al ejército indio, se conformaron con unos modestos avances fronterizos, lo que ellos consideraron que era justo.
La pretendida invasión de la India por parte del Ejército Popular de Liberación no llegó a materializarse.